# Фюзулі
Фюзулі (азерб. Füzuli) — місто та адміністративний центр Фюзулінського району Азербайджану. 23 серпня 1993 року місто було окуповано вірменською армією під час Першої карабаської війни, з того часу перебувало під управлінням Гадрутської області невизнаної Республіки Арцах. Покинуте після війни 1991 року, воно перетворилось на безлюдне місто-привид. 17 жовтня 2020 року місто було звільнено військами Азербайджану під час Другої карабаської війни.

## Історія
Колись відоме як Карабулак, 1827 року село було перейменовано на Карягіно, на честь Павла Карягіна, російського військового героя російсько-перської війни. 1959 року місто перейменовано на честь поета XVI ст. Фузулі. Під час літніх нападів у Нагірному Карабасі 1993 року Фюзулі було захоплено вірменськими силами, і, хоча частину району Фузулі було згодом відвойовано, саме місто лишалося на окупованій території без жителів. 17 жовтня 2020 року Президент Азербайджану Алієв оголосив Фузулі звільненим від вірменського режиму.
26 жовтня 2021 року в місті відкрито перше летовище — міжнародний аеропорт Фюзулі, побудований поряд із містом. У церемонії відкриття взяли участь Президент Азербайджану Ільхам Алієв та Президент Туреччини Реджеп Тайіп Ердоган.

## Визначні уродженці
- Ілляс Афандієв — письменник, заслужений артист Азербайджанської РСР (1960), народний письменник Азербайджанської РСР (1979).[6]
- Сеймур Мамедов — національний герой Азербайджану[7]
- Гара Гараєв — азербайджансьний футболіст, гравець року (2014), грає в азербайджанській Прем'єр-лізі за ФК «Карабах».